# Ulytau
Ulytau (em cazaque: Ұлытау) é uma banda do Cazaquistão, formada em 2001, que mistura Heavy Metal, música clássica, symphonic metal e folk metal oriental. As influências da banda passam por nomes como Vivaldi, Mozart, Zakk Wylde e Steve Vai. A banda é muito popular no Cazaquistão e seus integrantes combinam o som de violino e guitarra elétrica com a dombra, um instrumento de ponteio provido de duas cordas, típico de sua etnia. O Ulytau foi concebido como um projeto pelo produtor Kydyrali Bolmanov em 2001, com o intuito de fundir música Ocidental e Oriental com arranjos de música clássica de compositores como Kurmangazy Sagyrbayuly, Vivaldi, Paganini e Johann Sebastian Bach. O nome do grupo  pode ser traduzido como "Grande Montanha".
Desde seu surgimento o grupo visitou a Alemanha, Inglaterra, Escócia, Polônia, E.U.A., Turquia, China, Japão e Rússia.
A banda possui um álbum lançado, chamado Jumyr Kylysh. Esse álbum foi lançado no ano de 2006 e apenas uma de suas composições possui vocal (feminino), sendo as demais todas instrumentais. Posteriormente ele foi lançado na Alemanha com o nome "Two Warriors".

## Integrantes Atuais
- Nurgaisha Sadvakasova (violino)
- Maxim Kichigin (guitarra solo)
- Erjan Alimbetov (dombra)
- Roman Adonin (teclados)
- Evgeny Sizov (baixo)
- Igor Djavad-Zade (bateria)

## Discografia
- Jumyr Kylysh (álbum, 2006; posteriormente relançado como Two Warriors, em 2009).

## Ligações Externas
- https://web.archive.org/web/20110508032830/http://www.roadiecrew.net/pt/
- http://www.ulytau.kz/en/home
- Facebook Fan Page